# The Revolution (WCW)
The Revolution era una stable della World Championship Wrestling guidata da Shane Douglas.
La stable fu formata da Chris Benoit, Dean Malenko, Shane Douglas e Perry Saturn il 29 luglio 1999. Al momento della nascita la stable era composta da wrestler face frustrati dalla dirigenza, accusata di non puntare su di loro. Il concetto aveva un fondo di realtà, e la stable era formata da wrestler amici anche fuori dal ring. Ad ottobre, dopo che Vince Russo divenne head writer, la stable divenne antiamericana e antigovernativa.
Nel gennaio del 2000 Malenko, Saturn e Benoit lasciarono la WCW con Eddie Guerrero dopo alcuni contrasti con la dirigenza e formarono i Radicalz nella World Wrestling Federation.